# Москаль

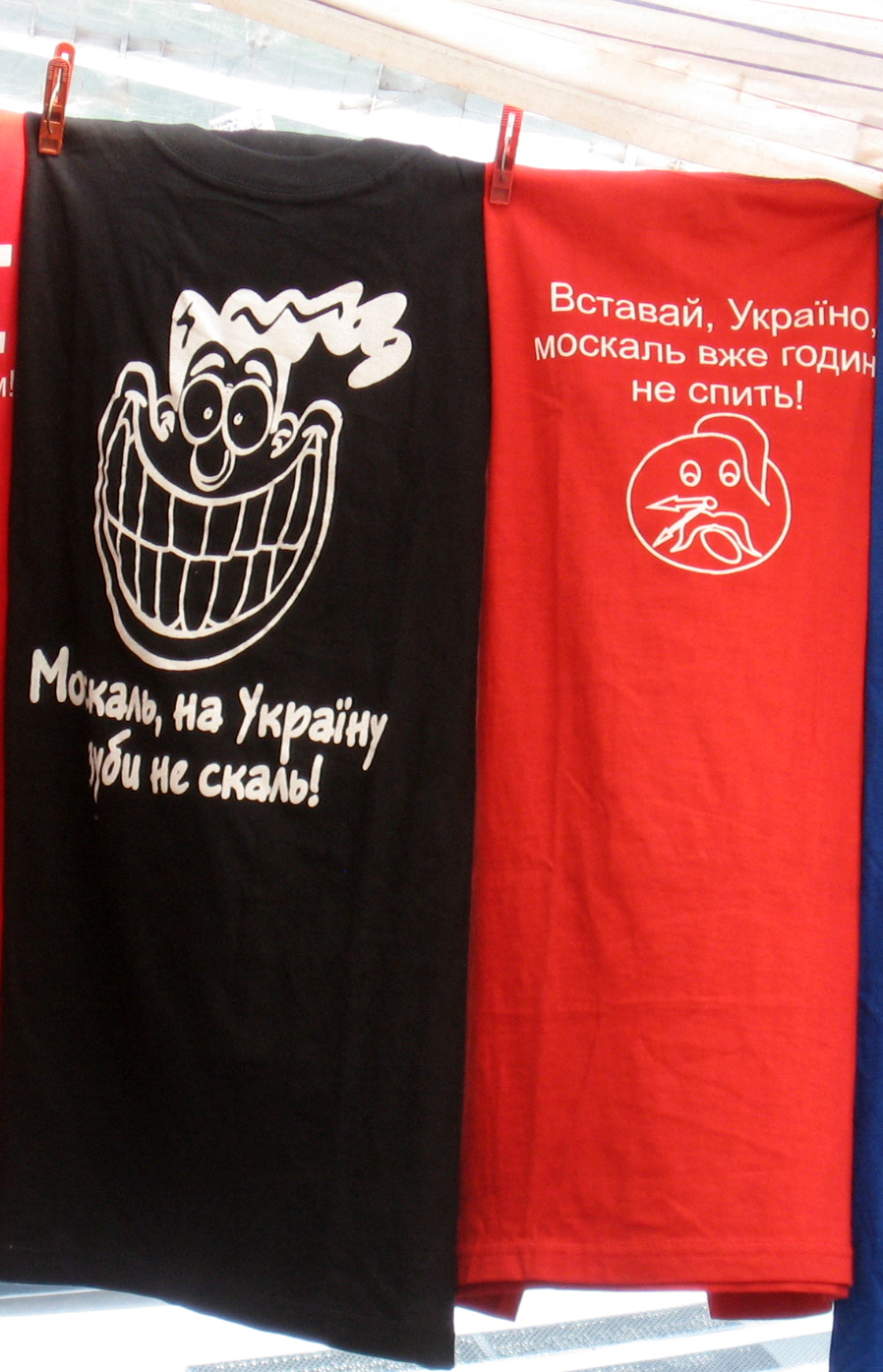
Футболки, які продавали туристам у Львові (2008)

Моска́ль (рос. москаль, біл. маскаль, пол. moskal, рум. muscal, угор. muscal, лит. maskolis, івр. מוסקל) — історична назва, яку використовують для жителів Великого князівства Московського XII—XV століть. В Україні — неофіційна, побутова назва росіянина. Етнофолізм на означення росіян, уживаний серед українців, білорусів, поляків та галицьких євреїв. Цим терміном називають також військовиків та москвичів.

## Значення
- Росіянин[5][6]
- Службовець[7]
- Солдат[2][8]
- Червоноклоп червоний (комаха)[5][9]
- Прусак (комаха)[5]
- Народна назва сорту часнику[10] у деяких регіонах України
- Льон глухий (Довгунець, L. usit. var. vulgare Bönn.)[5]
- Чорноморсько-азовський анчоус, хамса[10].

## Етимологія

### Традиційна гіпотеза
Термін «москаль» походить від назви середньовічної російської держави Великого князівства Московського, відомої в ранньому новому часі як Московське царство, Московія або Московщина. Початково термін позначав жителя цієї держави, а згодом і росіян. До 19 століття самоназвою росіян було «православні», рідше «русскіє». Зокрема, Іван Аксаков у листі до письменника Ф. Достоєвського писав:
|  | «Мудра річ написати відозву до росіян, як його пишуть в інших країнах: «французи» або «британці» — «русскіє!» не годиться, сама мова не терпить. А на всіх сходках щоденно по всіх просторах Росії виголошуються промови з відозвою: «православні». Ось як російський народ визначає свою національність.» |

Ні в поляків, ні в білорусів, ні в українців для позначення росіян не прижилася назва «руські» (хоча прикметник руський у значенні «російський», «росіянин» вживався в XIX ст. у східних і центральних українських землях). У російській мові існує «московит», що має західноєвропейське походження.
Пізніше у письмовій формі було введено термін «росіянин», що походить від грецької назви «Росія» (Ρωσία). З англійської назва «russian» перекладається саме як «росіянин» (громадянин Росії), оскільки вона утворена за допомогою суфіксу -ian від назви країни Russia[джерело?].

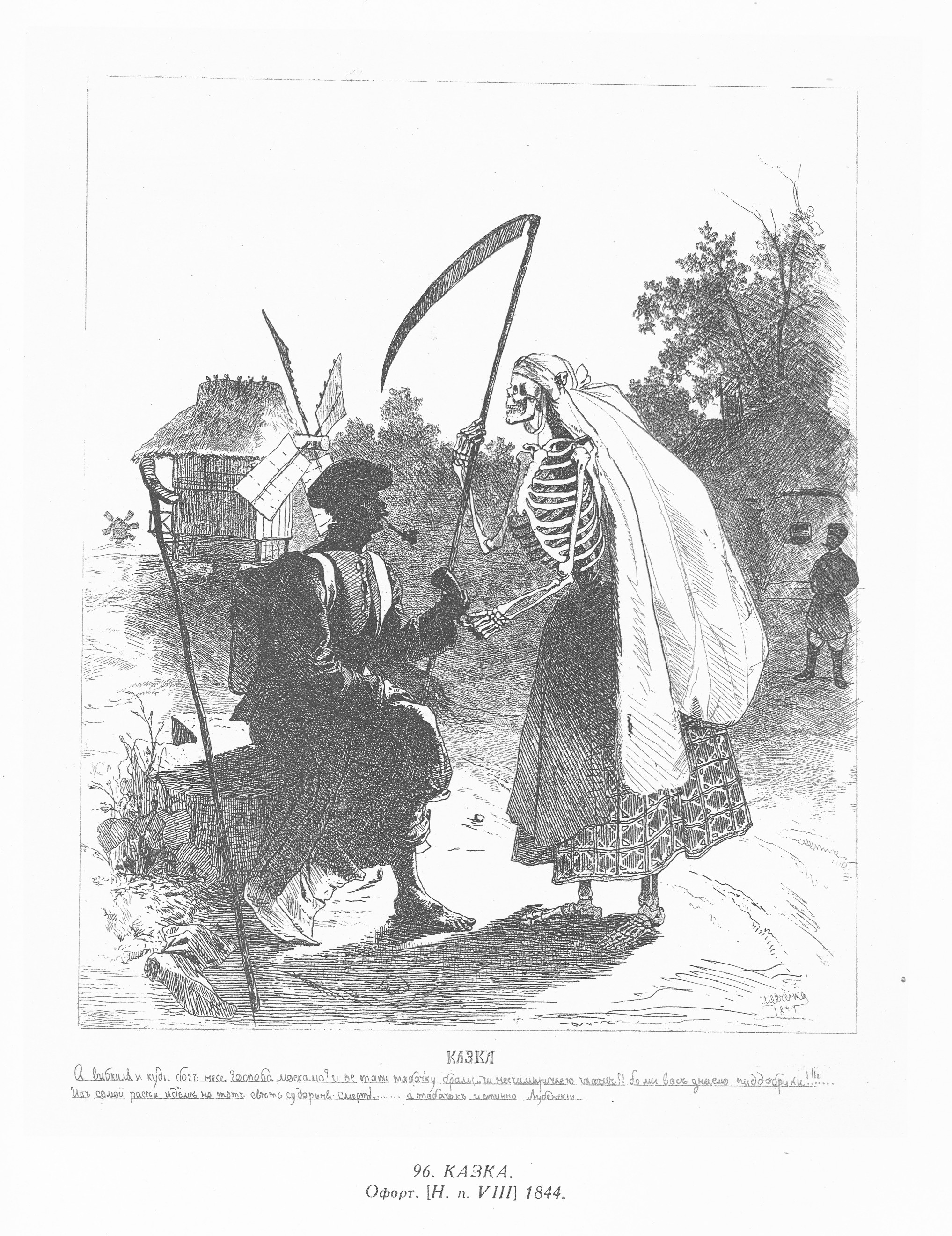
Образ «москаля-солдата» на офорті Тараса Шевченка «Казка» або «Солдат і Смерть», 1844 року. В пояснювальному тексті оригіналу діалог:
– А відкіля і куди Бог несе, господа москалю? і де таки табачку брали: чи не з чимиричкою часом?! бо ми вас знаємо, піддобрики!!!
— Из самой Расеи идем на тот свет, сударыня смерть!.. а табачок истинно лубенский…

Першими його стали вживати поляки: перша згадка терміну «москаль» датується 1389 роком і зафіксована у Кракові, в латиномовних судових книгах. Наслідуючи поляків, в окремих випадках, головним чином через цензурні міркування, стали вживати полонізм «росіянин» українські та білоруські автори.[джерело?] У XVII—XVIII століттях своїх північно-східних сусідів українці називали «москалями», а їх країну «Москвою», «Московщиною», «Московією».
Слід зазначити, що значення слова москаль змінювалося з часом: спершу це був типовий етнонім, пізніше, внаслідок остаточного включення України до складу Російської імперії, так почали називати солдатів регулярної армії, оскільки на той час це була найбільша група росіян в Україні. Отож слово москаль з етноніма перетворилося на назву певної соціальної групи, незалежно від походження. Пізніше, коли внаслідок розширення категорій населення, що підлягали призову до війська, росіяни перестали становити абсолютну більшість солдатів, слово поступово почало втрачати значення «солдат, військовий» і знову стало етнонімом. Саме в такому значенні воно використовується зараз.
Наскільки семантично розбудований етнонімічний термін «москаль» в українській мові, можна оцінити на підставі того, що словник Грінченка подає п'ятдесят шість його значень, форм і відтінків:
Москаленко, Москаленка; москаленя, москаленяти; москалик, москаличка; москалів, москалева, москалеве; москалівна, москалівни; москаль, москаля; москальня, москальні; москальство, москальства; москальча, москальчати; москальчик, москальчика; москальчук, москальчука; москалюга, москалюги; москва, москви (тут в етнічному розумінні: «Москаль, що якесь старе залізо продавав і не чув, що жвавий міщанин у чемерці штовхав його: „Москва, москва, чи продаєш залізо?“»); москвофіл, москвофіла; москвофільство, москвофільства; москвофільський, москвофільська, москвофільське; Москівщина, Московщина, Московщини; московець, московці; московка, московки; московський, московська, московське; московщеня, московщеняти; московство.
У словнику додано ще три фразеологічні звороти: «підпускати, підвозити москаля» («брехати, обманювати»), «пеня московська» («безпричинна причіпка», «той, що безпричинно чіпляється») і «московський місяць» («довгий час, термін»).

### Татарська гіпотеза
У тюркських мовах мешканців Московії та сучасних москвичів називають подібними словами:
- Мәскәүле [маскаулє] — татарською «москвич»;
- мәскеулік [читається приблизино як «маскеулик»] — казахською;
- moskovali — турецькою;
- москвалы — карачаево-балкарською.

У часи пізнього середньовіччя цей термін в тюркських мовах означав також жителя Московської держави за аналогією з терміном «московіт» у західноєвропейських, або «москва» чи «москвичин» у польських та литовських джерелах. Імовірно, його перейняли українці та білоруси від татар (можливо, від місцевих Татар-липок) у другій половині XV — першій чверті XVI ст., коли Московське князівство здобуло незалежність внаслідок розпаду Золотої Орди. Саме починаючи з середини XVI ст., литовські документи на території Подніпров'я починають фіксувати прізвище «Москаль» та його похідні («Москаленко», «Москальчук» тощо). У польській мові в цей час moskal було зневажливою назвою мешканців Московського князівства, причому існував етнонім moskwicin. В українській мові ж слово «москаль» вживалося і без емоційного забарвлення.
Показовою є також подібність як форм маскаулє/москаль, так і маскеулик/москалик (зменшувальна форма від «москаль»). Обидві ці форми, а також форма «москаули» та інші подібні варіанти могли співіснувати в різних постзолотоординських діалектах тюркських народів, з якими контактували українці.
Уперше цю гіпотезу запропонував російський історик азербайджанського походження А. Казем-Бек в середині XIX ст.

## В українській літературі
У п'єсі «Москаль-чарівник», яку написав видатний український письменник Іван Котляревський у 1819 році, персонажі ведуть бесіду:
Солдат. Да спой-ка ты, хохлач, хотя одну русскую песню. Ну, спой!.. Э, брат, стал!
Михайло. Вашу? А яку? Може, соколика або кукушечку?.. Може, лапушку або кумушку? Може, рукавичку або підпоясочку? Убирайся з своїми піснями!.. Правду сказать, єсть що і переймати… Жінко! Заспівай же ти по-своєму ту пісню, що москаль співав. (К солдату.) Сядь та послухай, як вона співає.
Після виконання Тетяною пісні «Ой, був та нема, да поїхав до млина…» розмова продовжується.
Михайло. А що? Яково?
Солдат. Ну, что и говорить! Вить вы — природны певцы. У нас пословица єсть: хохлы никуда не годятся, да голос у них хорош.
Михайло. Нікуда не годяться? Ні, служивий, така ваша пословиця нікуда тепер не годиться. <…> Ось заглянь в столицю, в одну і в другу, та заглянь в сенат, та кинься по міністрах, та тоді і говори — чи годяться наші куди, чи ні? <…> Пословиця?.. Коли на те пішло, так і у нас єсть їх против москалів не трохи. Така, напримір: з москалем знайся, а камінь за пазухою держи; од чого ж вона вийшла, сам, розумний чоловік, догадаєшся.
Т. Шевченко ніколи не вживав терміну «росіянин».
Класична українська література XIX століття була зорієнтована на живу, розмовну українську мову.
| «Кохайтеся чорнобриві, Та не з москалями, Бо москалі — чужі люди, Роблять лихо з вами. Москаль любить жартуючи, Жартуючи кине; Піде в свою Московщину, А дівчина гине…» Т.Шевченко |
| |

| "Дніпро, брат мій, висихає, Мене покидає, І могили мої милі Москаль розриває... Нехай риє, розкопує, Не своє шукає, А тим часом перевертні Нехай підростають Та поможуть москалеві Господарювати, Та з матері полатану Сорочку знімати. Помагайте, недолюдки, Матір катувати" Т.Шевченко |
| |

Іван Франко в поезії «Не пора» закликав:
Не пора, не пора, не пора
Москалеві й ляхові служить;
Довершилась України кривда стара
— Нам пора для України жить!
Євген Гребінка, автор романсу «Очи черные», перекладаючи поему Пушкіна «Полтава», замість слова «русский» вживає слово «москаль», де в Пушкіна Росія, у Гребінки Московщина. Слова Пушкіна:
Без милой вольности и славы
Склоняли долго мы главы
Под покровительством Варшавы
Под самовластием Москвы.
Но независимой державой
Украйне быть уже пора.
Євген Гребінка переклав так:
Давно без батьківської слави
Ми, як воли, в ярмі жили,
У підданстві або Варшави,
Або великої Москви.
Возиться годі з москалями
Украйні царством буть пора.
Вислів Пушкіна «Когда Россия молодая» Гребінка перекладає «Московщина». Строфа «Казак на север держит путь» — «Козак в Московщину летить».
Приклади творчості майстрів українського слова, як І. Котляревський, Т. Шевченко, І. Франко, П. Гулак-Артемовський, Є. Гребінка, Леся Українка, І. Нечуй-Левицький, Б. Грінченко, М. Кропивницький, А. Свидницький, Павло Грабовський достатньо переконливо свідчать, що колись нормою української мови були терміни «москаль», «Московщина» та похідні. Ця норма виводилася із живої розмовної мови українського народу і широко відображена у фольклорі. Ось як пише Степан Руданський у гуморесці «Вареники-вареники!» про солдата російської армії, яких в ті часи розміщали у селянських хатах:
| Сидить москаль на прилавку, Прищурює очі… Так і знати: москалина Вареників хоче. Хоче бідний вареників, То й ніщо питати! Та тільки їх по-нашому Не вміє назвати. «Хазяюшка, галубушка! — Став він говорити. — Свари-ка мне вот энтаво!..» «Та чого зварити?..» «Да энтаво… как, бишь, ево У вас называют?.. Вот, что, знаешь… берут тесто, Сыром накладают…» |
| |

| «Та бог його святий знає, Що вам, служба, гоже!.. Тісто сиром накладають… То галушки, може?..» «Не галушки, не галушки, Я галушки знаю… Свари-ка мне, галубушка… Все, бишь, забываю… Уж с глаз долой, так с памяти!.. Вот энтакой бес-то!.. Да знаешь ли, энтак сыр-то, А на сыре тесто!..» «Та бог його святий знає І добрії люди!.. Сир у тісті?.. Хіба, може, Чи не пиріг буде?» |
| |

| «Да не пирог, голубушка… Экая досада!.. Да знаешь ли, туда масла Да сметаны надо!..» А вона-то добре знає, Чого москаль хоче… Та чекає барабана, Заким затуркоче. Як почула барабана… Слава тобі, боже! Та й говорить москалеві: «Вареників, може?..» Аж підскочив москалина… Та ніколи ждати. «Вареники-вареники!» Та й пішов із хати. |
| |

Наталія Полонська-Василенко, у фундаментальній праці «Історія України», згадує уніятського митрополита Йосифа Веляміна Рутського, москаля, і в «Покажчику народів і племен» серед інших — москалів.

## В іноземній літературі
1797 року в «Пісні польських легіонерів в Італії», що потім стала основою для польського гімну, автор Юзеф Вибіцький використав слово «москаль» у значенні «житель Росії»:
| Niemiec, Moskal nie osiędzie Gdy jąwszy pałasza, Hasłem wszystkich zgoda będzie I ojczyzna nasza. |
|                                                                                                   |

| Німець, мо́скаль не осяде, Як візьмем палаша́, Буде гаслом всім співпраця І вітчизна наша. |
|                                                                                          |

У сучасній офіційній версії гімну цей стовпчик не входить до тексту, оскільки в сучасній польській мові слово «москаль» має відтінок негативу і зверхності.
Адам Міцкевич цілком нейтрально використовує це слово у вірші «Do przyjaciół Moskali» («До друзів москалів»), в якому вшановує пам'ять Рилєєва та співчуває ув'язненому в Сибіру Ол. Бестужеву (Марлінському). Цей вірш входить до третьої частини його драматичної поеми «Дзяди»; його було опубліковано 1831 року.
1864 року, під час Січневого повстання, литовський письменник Мікалоюс Акялайтіс видавав литовською мовою газету «Вістка про війну поляків з москалями» (лит. «Žinia apie lenkų vainą su maskoliais»).
У російській літературі це слово використовував В. Маяковський у вірші «Долг Украине» (Знаете ли вы украинскую ночь?):

Говорю себе:
товарищ москаль,
на Украину: шуток не скаль.
Разучите: эту мову: на знамёнах — : лексиконах алых, — : эта мова: величава и проста:
«Чуешь, сурмы загралы,
час расплаты настав…»: Разве может быть: затрёпанней: да тише: слова: поистасканного: «Слышишь»?!

## Похідні значення

Поштова листівка «Мапа України» часів УНР, на півночі живуть москалі (за М. Грушевським)

Зараз слово «москаль» в Україні використовується як дуже поширене неофіційне, побутове означення росіян. Слово має нейтральне чи злегка зневажливе забарвлення. Слід, однак зазначити, що в сучасній українській мові «москаль» не є лайкою чи підкреслено презирливою назвою, на відміну від слова «кацап».
Слово «москаль» в Україні з часом втратило первісне значення і не завжди пов'язується з Москвою. Наприклад, у підручнику з Історії України 1934 року зображена сцена руйнування Києва суздальським князем Андрієм Боголюбським у 1169 році з підписом «Москалі руйнують Київ». Зважаючи на те, що перша згадка про Москву в літописах була лише двадцяти двома роками раніше, і вона була в той час невеликим селом, то цей термін вжитий як загальна назва людей, що жили на території сучасної Росії.
У Росії москалями називають жителів Москви (москвичів). Слово має як нейтральне, так і помітно негативне значення, яке, утім, більше залежить від контексту вживання, аніж від самого слова. У деяких регіонах (Краснодарський край, Кубань) це слово вживають традиційно, запозичивши його від українців, які становлять значний відсоток населення цих земель.
«Москаль» — вживана в українській мові назва сорту особливо пекучого часнику.
Москалями або москаликами в Україні називають клопів Pyrrhocoris apterus, червоних комах з чорними цятками та плескатою спиною, що повзають по землі строєм. У Росії вони мають назву клоп-солдатик або красноклоп обыкновенный.
Також москалями в Україні інколи називають звичайних домашніх тарганів. Така традиція характерна для багатьох народів, у яких тарган, попри те, що він живе у будинку господаря, сприймається як загарбник (у росіян — прусак, у чехів — šváb, у поляків -francuz, у німців — russen)
На сході України північно-східний вітер називають москаль.
Назву москалики (moskaliki) має популярний на пострадянських просторах польський різновид консервованих оселедців. Таку назву консерви отримали тому, що оселедці в них дуже тісно запаковані — «як москалі у казармі».
Про цибулю в період цвітіння можуть сказати що вона «пішла в москалі» — її довгі пагони нагадують списи.

## Прислів'я, приказки
В збірці «Українські приказки, прислів'я і таке інше», упорядкованій етнографом Матвієм Номисом у 1861 році і вперше виданій в 1864 році, є низька прислів'ї і приказок «про москалів».

## Анекдоти
«Москаль» — одна з найпопулярніших тем українських анекдотів. Ця популярність пояснюється тривалим історичним досвідом спільного проживання і конфронтації українців і росіян, взаємовпливів і боротьби культур і мов цих народів. «Москалів» часто зображають п'яницями, байдужими, непрактичними і нетямущими. Багато анекдотів на цю тему належать до чорного гумору. Вони є свідоцтвом існування між обома народами неприязні. Наприклад:

| 1933 рік. Українське село. До криниці підійшов чоловік і схилився, щоб випити води. Підбіг дід і застерігає: — Чоловіче, не пий! Москалі воду отруїли! — Что ви гаварітє? — Я гаварю: пєй мєдленна, вада халодная, горла прастудіш. |
| |

| Криївка УПА. Старшина, перекладач і полонений «стрибок». — Спитай москаля, де розташована їхня частина. — Руководитель спрашивает вас, где расположена ваша часть. — Я не скажу! — Москаль відповів, що не скаже. — То скажи, що зараз ми його катуватимемо. — Руководитель говорит, что сейчас вас будут пытать. — Я все равно не скажу! — Москаль каже, що все одно мовчатиме. — То клич хлопців із жаровенькою й цвяшками. […] — А что это они внесли? — Это жаровня. Сечас в ней раскалят гвозди и загонят их вам под ногти. — Нет, нет! Скажите вашему начальнику, что я все расскажу! — Що там москаль белькоче? — Каже, що москалі тортур не бояться. |
| |

Їхні «шпилькові уколи» є засобом зняття національної напруги. Одна з ознак анекдотів — гіперболізація, тому почуття і риси національного характеру як українців, так й інших народів, подаються в анекдотах у гротескному вигляді. Наприклад:

| Гуцул іде полониною і веде за руку хлопчика-негра. Другий гуцул: — Іване, а хто то? — Онук. — Марійчин хлопець? — Марійчин! — А Марійка де? — Вчиться в місті. — А чого воно таке чорне? — Зате гарантія, що не москаль! |
| |

| 1961 рік. — Куме! Куме! Москалі у космос полетіли! — Усі? |
|                                                           |

## Прізвища
Москаль — це також українське прізвище, за етимологією ймовірно близьке до застарілої назви росіян.
Крім того, є низка прізвищ, що походять від цього слова, наприклад Москаленко, Москович тощо.

## Форми слова та похідні слова
Форми слова:
- Москале́нко — українське прізвище, що означає «син москаля» (росіянина або солдата строкової служби);
- Москови́т — мешканець Московії;
- Москаленя́ — дитина москаля (росіянина або солдата строкової служби);
- Моска́лик — пестлива форма звертання до москаля;
- Москали́ха — дружина москаля (росіянина або солдата строкової служби).

Похідні слова:
- Моска́льський
- Москаля́ндія
- Моска́льство
- Москальчу́к
- Моска́лити (Москалюва́ти)
- Обмоска́лити (сь)